# Карпович, Викентий Павлович
Викентий Павлович Карпович (белор. Вінцэнт Паўлавіч Карповіч; 1914—1996) — советский лётчик-истребитель, Герой Советского Союза (1942).

## Биография
Родился 20 января 1914 года в деревне Колодищи, ныне посёлок Минского района Минской области Белоруссии, в крестьянской семье. Белорус. Член ВКП(б)/КПСС с 1942 года. В 1937 году окончил институт национальных меньшинств. Работал на минском заводе «Ударник», учился в минском аэроклубе.
В Красной Армии с 1938 года. В 1938 году окончил Борисоглебскую военную авиационную школу лётчиков. Участник Великой Отечественной войны с первого дня войны.
Командир звена 16-го гвардейского истребительного авиационного полка (20-я смешанная авиационная дивизия, 18-я армия, Южный фронт) кандидат в члены ВКП(б) старший лейтенант Викентий Карпович к марту 1942 года произвёл сто двадцать шесть успешных боевых вылетов на разведку и штурмовку войск противника, сопровождение бомбардировщиков, прикрытие своих войск, участвовал в двадцати воздушных боях, сбил вражеский истребитель.
16 марта 1942 года, во время своего 126-го боевого вылета, при выполнении воздушной разведки противника был тяжело ранен в руку, но сумел привести повреждённый МиГ-3 на свой аэродром. По причине ранения был отправлен в госпиталь, где ему после нескольких операций удалось полностью восстановить подвижность руки.
Указом Президиума Верховного Совета СССР «О присвоении звания Героя Советского Союза начальствующему составу Военно-воздушных сил Красной Армии» от 6 июня 1942 года за «образцовое выполнение боевых заданий командования на фронте борьбы с немецкими захватчиками и проявленные при этом отвагу и геройство» удостоен звания Героя Советского Союза с вручением ордена Ленина и медали «Золотая Звезда» (№ 700).
В 1944 году окончил Военно-воздушную академию и успел вернуться на фронт в свой полк, переучившись на новый тип истребителя. Служил в должности заместителя командира авиаполка. После войны продолжал службу в ВВС СССР.
1941—1945. Совершил 263 успешных боевых вылета, провёл 35 воздушных боёв, штурмовал вражеские войска, вёл разведку, сопровождал бомбардировщики и штурмовики. В воздушных боях уничтожил 3 вражеских самолёта лично и 5 — в группе с товарищами.
С 1960 года полковник Карпович В. П. — в запасе, а затем в отставке. Жил в городе Краснодар. Умер 12 апреля 1996 года. Похоронен в городе Краснодаре на Славянском кладбище.
Награждён двумя орденами Ленина (23.12.1941, 06.06.1942), орденами Отечественной войны 1-й степени (06.04.1985), Красной Звезды (30.04.1954), медалями.

## Память
В Краснодаре на доме, расположенному по адресу улица Офицерская дом 43, в котором проживал Карпович В. П., установлена мемориальная доска.

Мемориальная доска в Краснодаре

В аг. Колодищи и д. Копище Минского района, а так же в городе Гомель, Республики Беларусь в честь него названы улицы.

## Сочинения
- В. Карпович. [militera.lib.ru/memo/russian/karpovich_vp/index.html На «Ишаках» и «МиГах»! 16-й гвардейский в начале войны]. — М.: Эксмо, Яуза, 2007. — 464 с. — (В воздушных боях). — 6000 экз. — ISBN 978-5-699-23774-6.